# Аллергология
Аллерголо́гия (от греч. ἄλλος — другой, иной, чужой,  ἔργον — воздействие и Λόγος — знание, слово, наука) — раздел медицины, изучающий аллергические реакции и заболевания, причины их возникновения, механизмы развития и проявления, методы их диагностики, профилактики и лечения.

## Заболевания в аллергологии
К заболеваниям, которые изучает аллергология, относятся:
- аллергический конъюнктивит;
- аллергический ринит;
- поллиноз (аллергия на пыльцу);
- крапивница;
- бронхиальная астма;
- атопический дерматит;
- отек Квинке;
- аллергия на продукты питания, животных, укусы насекомых, медикаменты и т.д.